# Tsvitkove (oblast de Tcherkassy)
Tsvitkove (ukrainien : Цвіткове, russe : Цветково) est une commune urbaine de l'oblast de Tcherkassy, en Ukraine. Elle compte 1 157 habitants en 2021.